# Entwicklungsingenieur

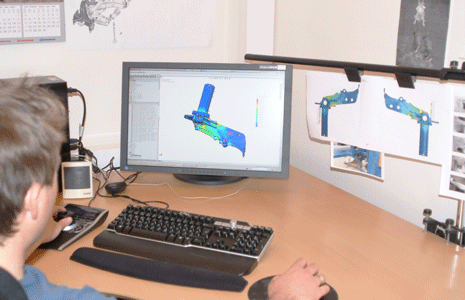
Ein Entwicklungsingenieur hier bei der Arbeit am Computer…

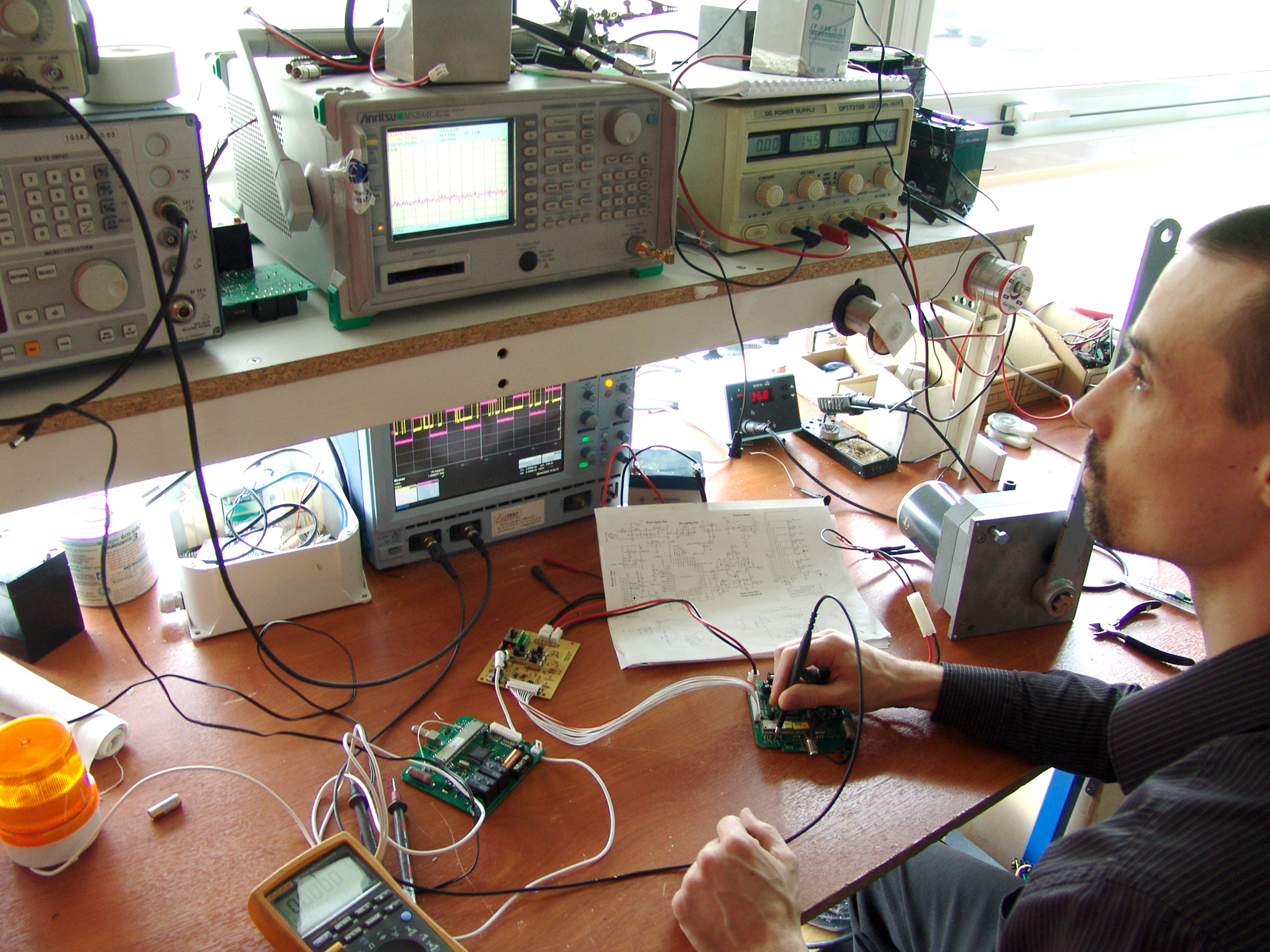
…und hier bei der messtechnischen Überprüfung einer elektronischen Schaltung.

Entwicklungsingenieur (selten auch geschrieben: Entwicklungs-Ingenieur; im Jargon kurz: Entwickler) ist die Berufsbezeichnung für einen Ingenieur (Ing.), also einen studierten (B. Eng., M. Eng., Dipl.‑Ing.) oder promovierten (Dr.‑Ing.) Fachmann auf einem Gebiet der Technik, wie beispielsweise der Elektrotechnik oder des Maschinenbaus, der sich hauptsächlich mit dem Entwurf, der Umsetzung und Realisation sowie der Fertigbarkeit von technischen Geräten, Maschinen oder Anlagen befasst.

## Berufsbild
Zu den Aufgaben eines Entwicklungsingenieurs gehört das Ersinnen von neuen Produkten. Dazu ist es erforderlich, dass er sich – auch nach abgeschlossenem Studium – stets auf dem neuesten Stand der Forschung hält. Er erarbeitet technische Konzepte, auf deren Basis er, zumeist zusammen mit Kollegen, die technische Umsetzung plant und schließlich durchführt. Es entsteht mindestens ein erstes Gerät, genannt Entwicklungsmuster („E-Muster“), und anschließend ein oder mehrere Prototypen. Damit wird die Funktionsfähigkeit des neu realisierten Produktes überprüft. So können mögliche Fehler oder Schwächen erkannt und gegebenenfalls nachgebessert werden, bevor die Serienfertigung beginnt.
Entwicklungsingenieure arbeiten eng mit Kollegen aus der Konstruktion und der Fertigung zusammen. Sobald das von ihnen entwickelte Produkt marktreif ist, unterstützen sie auch das Marketing, beispielsweise durch Kundenbesuche.
Eine prägnante Kurzdefinition des Berufsbildes lautet: „Entwicklungsingenieure sind Problemlöser. Sie klären, warum etwas nicht funktioniert und bringen Dinge zum Laufen.“